# 利村
利村（法語：Lye，法語發音：[li]）是法国安德尔省的一个市镇，位于该省北部，和卢瓦-谢尔省接壤，属于沙托鲁区。

## 地理
利村（47°13'40"N, 1°28'24"E）面积24.77 平方千米，位于法国中央-卢瓦尔河谷大区安德尔省，该省份为法国中部省份，北起卢瓦-谢尔省，西北接安德尔-卢瓦尔省，西南接维埃纳省，南至克勒兹省和上维埃纳省，东临谢尔省。
与利村接壤的市镇（或旧市镇、城区）包括：丰格南、沙托维约、库菲、默讷、维朗特鲁瓦-贝里地区法沃罗勒。
利村的时区为UTC+01:00、UTC+02:00（夏令时）。

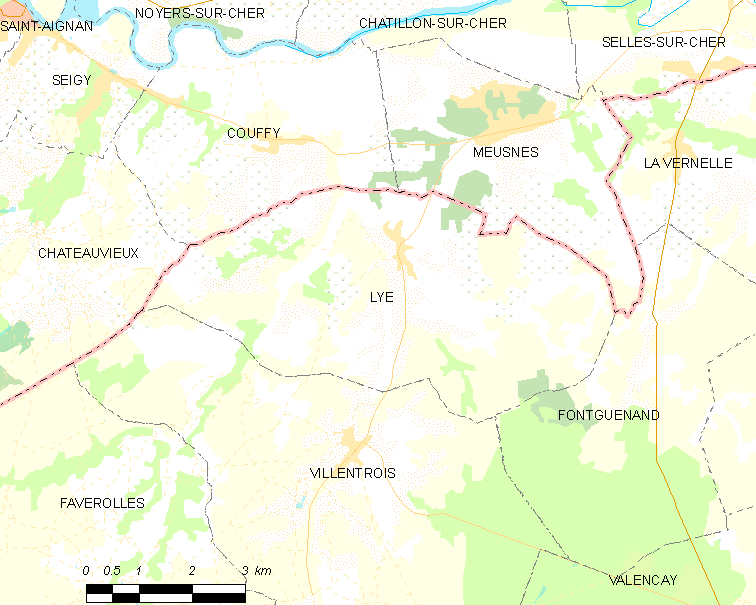
利村的OSM定位图

## 行政
利村的邮政编码为36600，INSEE市镇编码为36107。

## 政治
利村所属的省级选区为瓦朗赛县。

## 交通
安德尔省省道D33线和D33A线在利村中心交汇。

## 人口

1962-2008年间利村人口变化图示

利村于2022年1月1日时的人口数量为757人。